# Sebastiano Gastaldi
Sebastiano Gastaldi (Piove di Sacco, 12 de junio de 1991) es un esquiador alpino italo-argentino.

## Biografía
Nació en Italia, hijo de padre argentino y madre italiana. Durante muchos años su familia pasó diversas temporadas entre Europa y Sudamérica, debido a que su padre era instructor de esquí. Posteriormente, se radicaron definitivamente en San Carlos de Bariloche, provincia de Río Negro, en la Patagonia Argentina.
Su hermana mayor Nicol Gastaldi también es esquiadora alpina.

## Carrera deportiva
Comenzó a practicar esquí a los dos años de edad, por influencia de su padre y su hermana. Ha salido primero en varias competencias de la copa sudamericana de esquí alpino. También ha sido subcampeón argentino en eslalon y eslalon gigante.
En 2013 debió dejar el deporte durante cuatro meses después de sufrir una microfractura en la tibia.

### Campeonatos mundiales
Participó en los Campeonatos Mundiales de Esquí Alpino de 2011, celebrados en Garmisch-Partenkirchen, Alemania; de 2013, celebrados en Schladming, Austria; de 2015, celebrados en Vail, Estados Unidos; y de 2017, celebrados en Sankt Moritz, Suiza. Participó sin finalizar en los eventos de eslalon y eslalon gigante, a excepción de este último evento en 2017, donde quedó en 38.º lugar.

### Sochi 2014
Participó en las competencias de esquí alpino de los Juegos Olímpicos de Invierno de 2014, celebrados en Sochi, Rusia, en las competencias de eslalon masculino y eslalon gigante masculino, pero no pudo finalizar ninguna de las dos carreras. Luego fue abanderado de Argentina en la ceremonia de clausura.

### Pyeongchang 2018
En los Juegos Olímpicos de Invierno de 2018, celebrados en Pyeongchang, Corea del Sur, volverá a competir en esquí alpino, en los eventos de eslalon masculino y eslalon gigante masculino. Logró acceder, junto con su hermana, gracias a las plazas otorgadas por la Federación Internacional de Esquí a la Federación Argentina de Ski y Andinismo, las cuales buscaban garantizar la representatividad de las naciones y el género.
Fue el abanderado de Argentina en la ceremonia de apertura.